# Decodon grandisquamis
Decodon grandisquamis is een  straalvinnige vissensoort uit de familie van lipvissen (Labridae). De wetenschappelijke naam van de soort is voor het eerst geldig gepubliceerd in 1968 door Smith.
De soort staat op de Rode Lijst van de IUCN als Onzeker, beoordelingsjaar 2009.